# 九九表

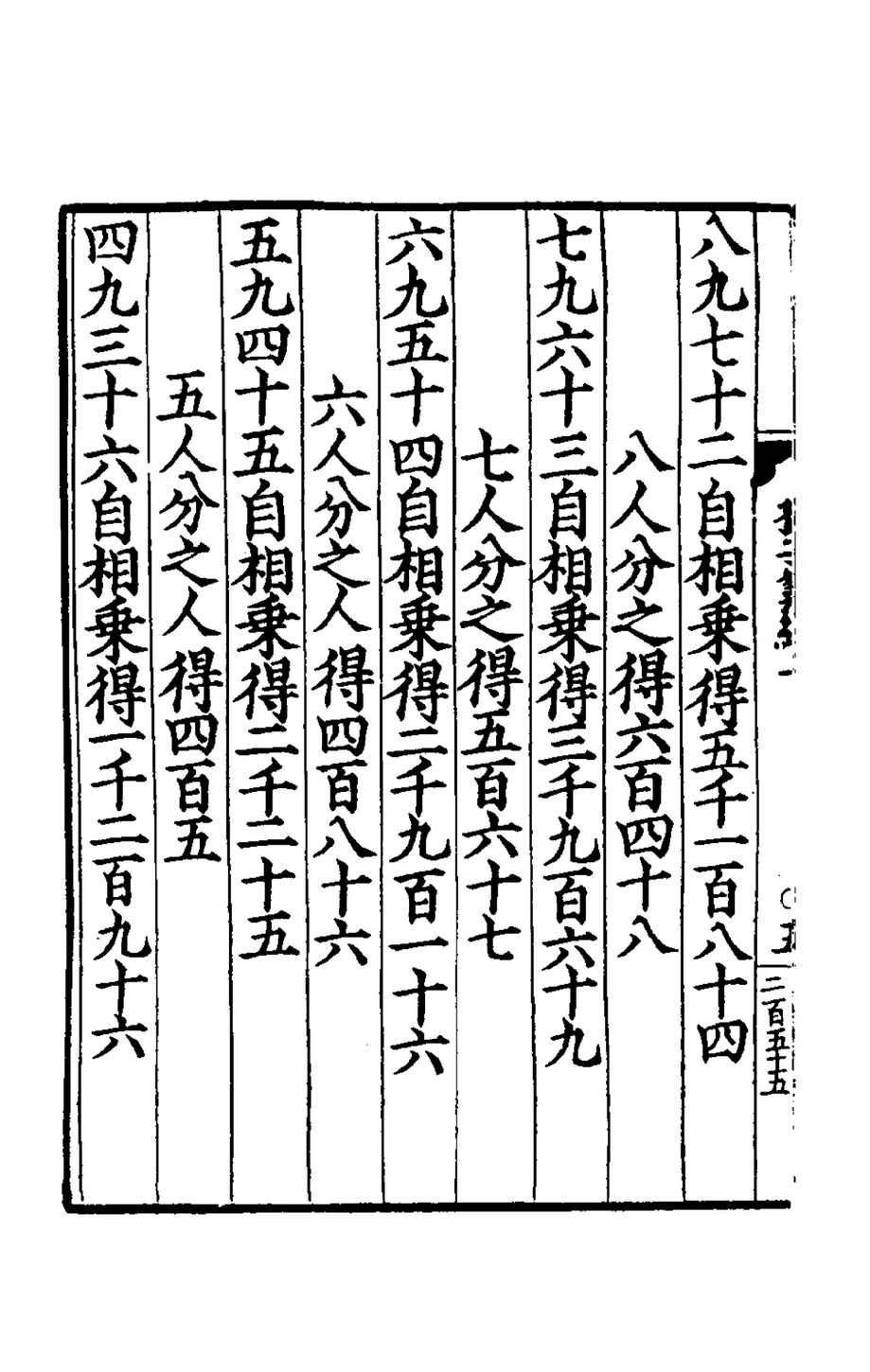
《孙子算经》中的九九表

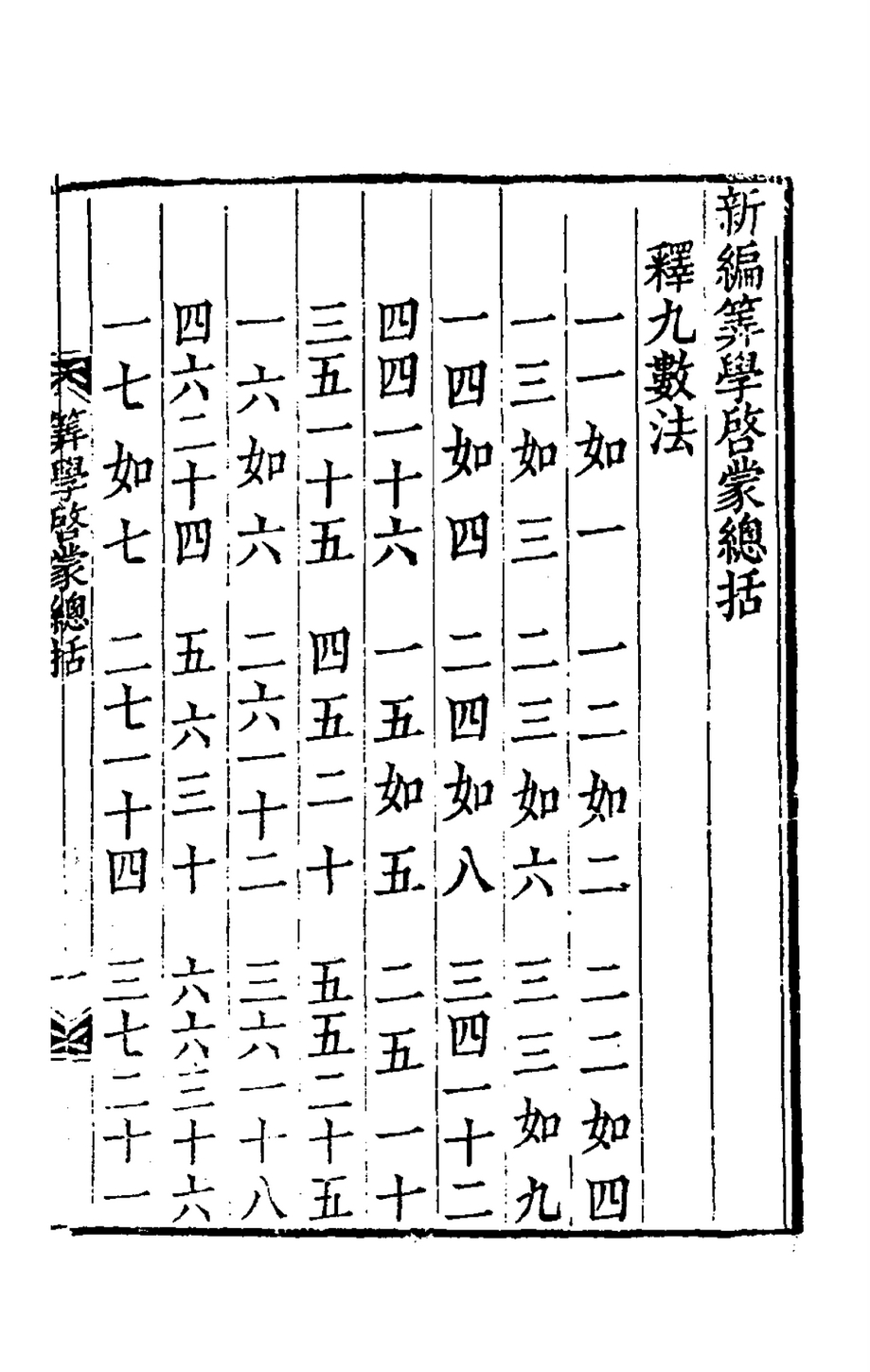
朱世杰《算学启蒙》中的九九表

九九表，又称九九歌、九因歌，是中国古代筹算中进行十进位制乘法、除法、开方等运算中的基本计算规则，春秋戰國沿用到今日，已有两千多年。现在小学初年级学生、一些学龄儿童都会背诵。
西方文明古国的古希腊和古巴比伦也發明过乘法表，不過比起九九表要复杂得多。希腊乘法表有1,700多项，而且不够全面。由於在13世纪之前他们计算乘法、除法十分困难，所以能够除一个大数的人會被视为数学家。欧洲直到13世紀初都不知道这种简单的十进位乘法表。13世纪之初，東方的十进位计算方法通过阿拉伯人传入欧洲，歐洲人發現了他的方便之處，所以学习這個新方法。當時，用新法乘两个数这类题目，是大学的教材。

## 九九表的内容
| 1 | 1 |    |    |    |    |    |    |    |    |
| 2 | 2 | 4  |    |    |    |    |    |    |    |
| 3 | 3 | 6  | 9  |    |    |    |    |    |    |
| 4 | 4 | 8  | 12 | 16 |    |    |    |    |    |
| 5 | 5 | 10 | 15 | 20 | 25 |    |    |    |    |
| 6 | 6 | 12 | 18 | 24 | 30 | 36 |    |    |    |
| 7 | 7 | 14 | 21 | 28 | 35 | 42 | 49 |    |    |
| 8 | 8 | 16 | 24 | 32 | 40 | 48 | 56 | 64 |    |
| 9 | 9 | 18 | 27 | 36 | 45 | 54 | 63 | 72 | 81 |
| × | 1 | 2  | 3  | 4  | 5  | 6  | 7  | 8  | 9  |

中国的学龄前儿童在记忆以上经过简化的乘法表是通过口诀来记忆的，例如：“一二得二，二二得四，二三得六，二四得八，二五一十，二六十二，二七十四，二八十六，二九十八....”。对于象9×7这样的计算，孩子们都能条件反射地将较小的乘数调整到前面，并使用口诀“七九六十三”得到结果。由于任何数与1相乘都等于该数自身，所以通常也不用背诵乘数为1的行列，这样最终需要背诵的口诀只有36句。
口诀
| 一一得一 |          |            |            |            |            |            |            |            |
| 一二得二 | 二二得四 |            |            |            |            |            |            |            |
| 一三得三 | 二三得六 | 三三得九   |            |            |            |            |            |            |
| 一四得四 | 二四得八 | 三四十二   | 四四十六   |            |            |            |            |            |
| 一五得五 | 二五一十 | 三五十五   | 四五二十   | 五五二十五 |            |            |            |            |
| 一六得六 | 二六十二 | 三六十八   | 四六二十四 | 五六三十   | 六六三十六 |            |            |            |
| 一七得七 | 二七十四 | 三七二十一 | 四七二十八 | 五七三十五 | 六七四十二 | 七七四十九 |            |            |
| 一八得八 | 二八十六 | 三八二十四 | 四八三十二 | 五八四十   | 六八四十八 | 七八五十六 | 八八六十四 |            |
| 一九得九 | 二九十八 | 三九二十七 | 四九三十六 | 五九四十五 | 六九五十四 | 七九六十三 | 八九七十二 | 九九八十一 |

## 九九表的特点
1. 九九表一般只用一到九这9个数字。

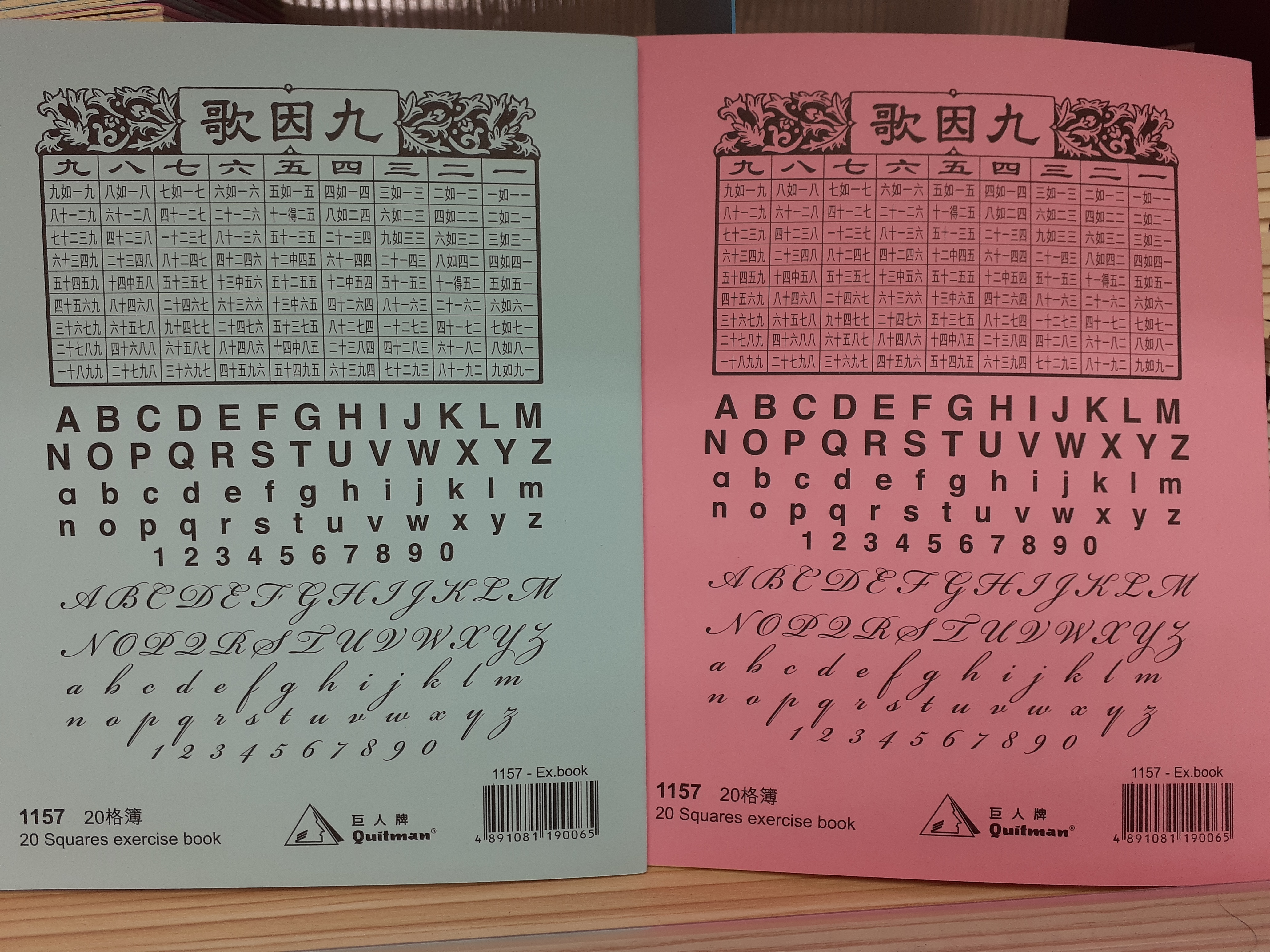
常見於香港練習簿封底的九因歌。

2. 九九表包含乘法的可交换性，因此只需要「八九七十二」，不需要“九八七十二”，9乘9有81组积，九九表只需要1+2+3+4+5+6+7+8+9 =45项积。明代珠算也有采用81組積的九九表。45项的九九表称为小九九，81项的九九表称为大九九。
3. 古代世界最短的乘法表。玛雅乘法表须190项，巴比伦乘法表须1770项，埃及、希腊、罗马、印度等国的乘法表须无穷多项；九九表只需45或81项。
4. 朗读时有节奏，便于记忆全表。
5. 九九表存在了至少三千多年。从春秋战国时代就用在筹算中運算，到明代則改良並用在算盘珠算上。现在，九九表也是小学算术的基本功。

## 世界文明古国乘法表比较
中國乘法表和其他的乘法表的分別：
- 古希腊、古埃及、古印度、古罗马没有进位制，原则上需要无限大的乘法表，因此不可能有九九表。例如希腊乘法表必须列出7×8，70×8，700×8，7000×8……[1]。相形之下，由于九九表基于十进位制，7×8=56，70×8=560，700×8=5600，7000×8=56000，只需7×8=56一项代表。
- 古巴比伦算术虽比希腊为早，却比希腊等幾個國家的算术优越，因为巴比伦算术有位值制。不过巴比伦算术采用60进位制，原则上一个「59×59」乘法表需要59*60/2=1770项；由于「59×59」乘法表太庞大，巴比伦人从来不用类似于九九表的「乘法表」[4]。不過，考古学家发现巴比伦人用独特的1×1=1,2×2=4,3×3=9……7×7=49，……9×9=81 ……16×16=256 …… 59×59=3481 的「平方表」。要计算两个数a,b的乘积，巴比伦人則依靠他们最擅長的代数学，a×b=((a+b)×(a+b)-a×a-b×b)/2。例如  7×9=((7+9)×(7+9)-7×7-9×9)/2=(256-49-81)/2=126/2=63.
- 古埃及没有乘法表。考古家发现，古埃及人是通累次迭加法来计算乘积的。例如计算 5×13，先将13+13得26，再迭加26+26=52，然后再加上13得65[5]。
- 古玛雅人用20进位制，跟现代世界通用的十进位制最接近。一個19×19乘法表有190项，比九九表的45项虽然大三倍多，但比巴比伦方法还是简便得多。可是考古学家至今还没有发现任何玛雅乘法表。

| 古文明 | 进位制 | 乘法表项 | 九九表 | 考古文物        |
| ------ | ------ | -------- | ------ | --------------- |
| 中国   | 10     | 45       | 有     | 九九表竹简      |
| 希腊   | 无     | 无限大   | 无     | 370项不全乘法表 |
| 罗马   | 无     | 无限大   | 无     |                 |
| 埃及   | 无     | 无限大   | 无     |                 |
| 印度   | 无     | 无限大   | 无     |                 |
| 巴比伦 | 60     | 1770     | 无     | 平方表          |
| 玛雅   | 20     | 190      | 无     |                 |

用乘法表进行乘法运算，并非进位制的必然结果。巴比伦有进位制，但它们并没有发明或使用九九表式的乘法表，而是发明用平方表法计算乘积。玛雅人的数学是西方古文明中最先进的，用20进位制，但也没有发明乘法表。可见从进位制到乘法表是一個不少的進步。
中国春秋战国时代不但发明了十进位制，还发明九九表。後来东传入高丽、日本，经过丝绸之路西传印度、波斯，继而流行全世界。十进位制和九九表是古代中国对世界文化的一项重要的贡献。今日世界各国較少使用希臘等國的乘法。

## 文献中的九九表

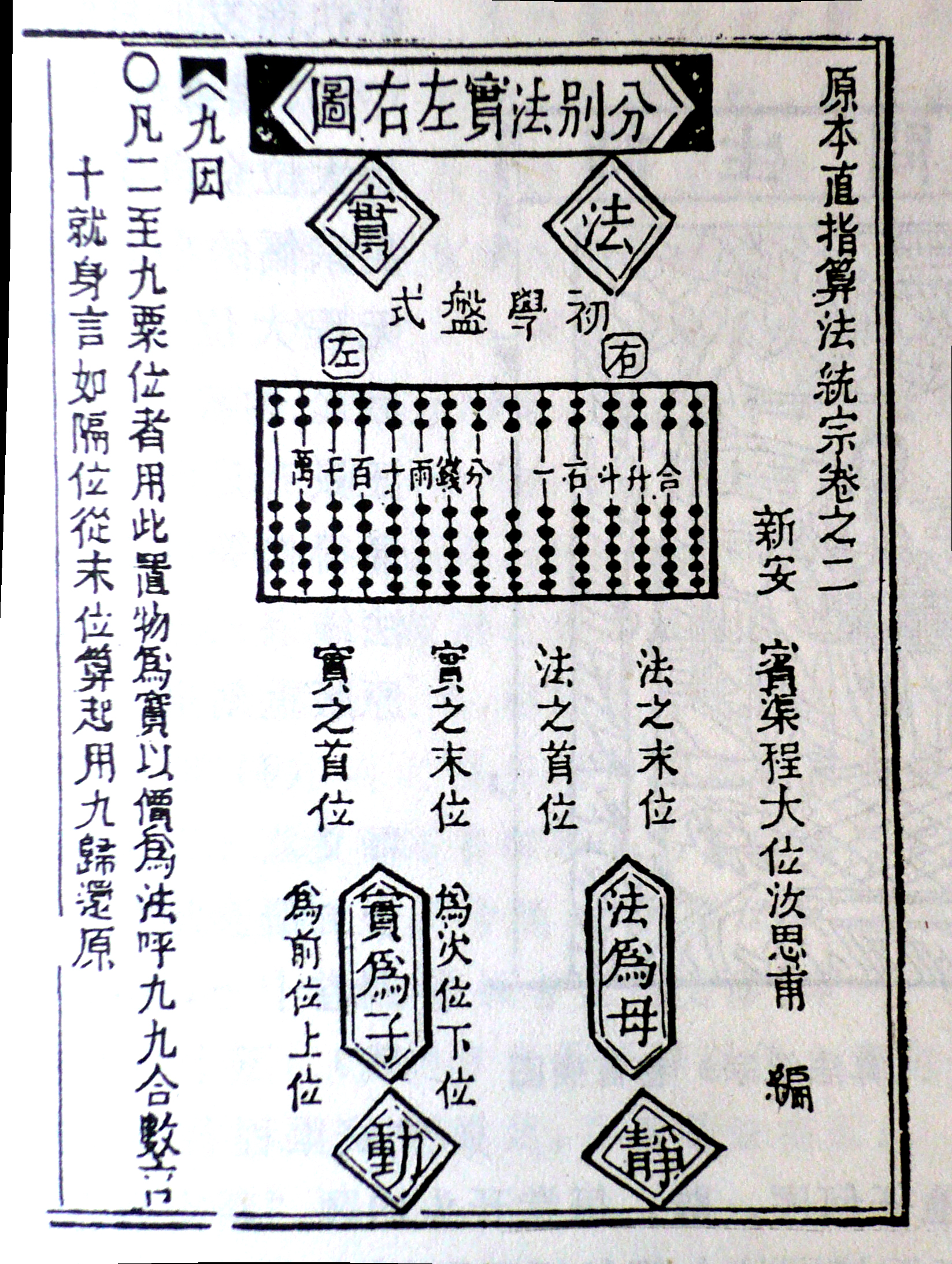
明 程大位《算法统宗》算盘图中的九因

- 在中国古代文献中，九因歌最早见诸秦汉古籍——《管子》，“五七三十五为尺而至于泉”，“四七二十八尺”，“六七四十二尺”，“七八五十六尺”。[6]
- 《灵枢经》卷四：五八四十。[7]
- 《荀子·大略》 “六六三十六，三丈六尺”。
- 《战國策》 “昔周之伐殷，得九鼎，凡一鼎而九万人挽之，九九八十一万人”。
- 《大戴礼记 易本命》 “天一地二人三；三三而九，九九八十一，一主日，日数十，故人十月而生”。
- 《吕氏春秋》   “三七二十一，臣故曰君延年二十一岁”。
- 《春秋繁露》：二四八。
- 《贾谊新书》卷四：四六二十四。[7]
- 《周髀算经》：“矩出于九九八十一”。
- 《韩诗外传》中的九九歌故事：“齐桓公设庭燎，为士之欲造见者。期年而士不至。于是东野鄙人有以九九见者。桓公使戏之，曰：“九九足以见乎？”鄙人曰：“臣不以九九足以见也。君设庭燎以待士，期年而士不至。夫士之所以不至者，君，天下之贤君也，四方之士皆自以为不及君，故不至也。夫九九，薄能耳，而君犹礼之，况贤于九九者乎？夫太山不让砾石，江海不辞小流，所以成其大也。《诗》曰：‘先民有言，询于刍荛。’言博谋也。桓公曰：“善。”乃因礼之。四方之士相导而至矣”[8]。说明春秋时代九九歌已经很普通了，也间接说明在春秋时代，十进位制乘法已经存在了。
- 《九章算术》刘徽序：“昔在庖牺氏始作八卦，以通神明之德，以类万物之情，作九九之术”。
- 《淮南子》中有九九八十一，八九七十二至二九一十八8句。
- 《战国策》： 九九八十一，三七二十一。
- 《孔子家语》：九九八十一，八九七十二，七九六十三……二九一十八。[9]
- 《史记正义》：二七十四，二八十六，七七四十九，八八六十四。
- 《穆天子传》 卷一 ：五五二十五。
- 《夏侯陽算經》：“夫乘除之法先明九九”。
- 成书于北朝的《敦煌算书》和敦煌《九九術殘木簡》中也有九九乘法表。
- 宋洪迈著《容斋随笔》续笔卷七《俗语算数》中有：“三三如九，三四十二，二八十六，四四十六，三九二十七，四九三十六，六六三十六，五八四十，五九四十五，七九六十三，八九七十二，九九八十一，皆俗语算数，然《淮南子》中有之。”並說也见《左传》、《汉志》[10]。
- 宋 杨辉 《算法通变本末》：“先念九九合数 如一至九九八十一，自小至大。”
- 元 李冶 《测圆海镜》：“虽九九小数，后世必有知者”
- 元 朱世杰 《算学启蒙》 卷一 《释九数法》：“一一如一，一二如二，二二如四，一三如三，二三如六，三三如九，一四如四……九九八十一”。
- 明 程大位《算法统宗》：“九因：凡二至九粟位者用此置物为实以价为法呼九九合数。”
- 明 王素文《算学宝鉴》第一卷 九九合数：“一一如一，一二如二，二二如四，一三如三，二三如六，三三如九，一四如四……九九八十一”。

## 考古发现的九九表
十九世纪末在中国新疆敦煌发现的汉简，经王国维考证，其中一片出土于流沙的汉简，是一个九九表的残简，从九乘九开始，读曰九九八十一，八九七十二，七九六十三，八八六十四、七八五十六、六八四十八…… 二二而四共1110个字。之所以以九开始，可能和中国古代《易经》中的崇拜「九」的观念有关，所以以九九开始為由，称为九九歌、九因歌、九九表。据日本数学史家上野清研究，中国的九九表和周易六十四卦的排列大有关系。刘徽在《九章算术序》中说：
昔在庖牺氏始画八卦，以通神明之德，以类万物之情，作九九之术，以合六爻之变。暨于黄帝神而化之，引而伸之，于是建历纪，恊律吕，用稽道原，然后两仪四象精微之气可得而效焉。记称“隶首作数”，其详未之闻也。按周公制礼而有九数，九数之流，则《九章》是矣。
汉简九九表长260厘米，宽24厘米。居延汉简中的九九歌：
- “九九八十一，八九七十二，七九六十三。八八六十四，七八五十六，……五七卅五，四七廿八，三七廿一，五五廿五，四五廿，三五十五……三七二十一，二七一十四”，共14句。[12]。

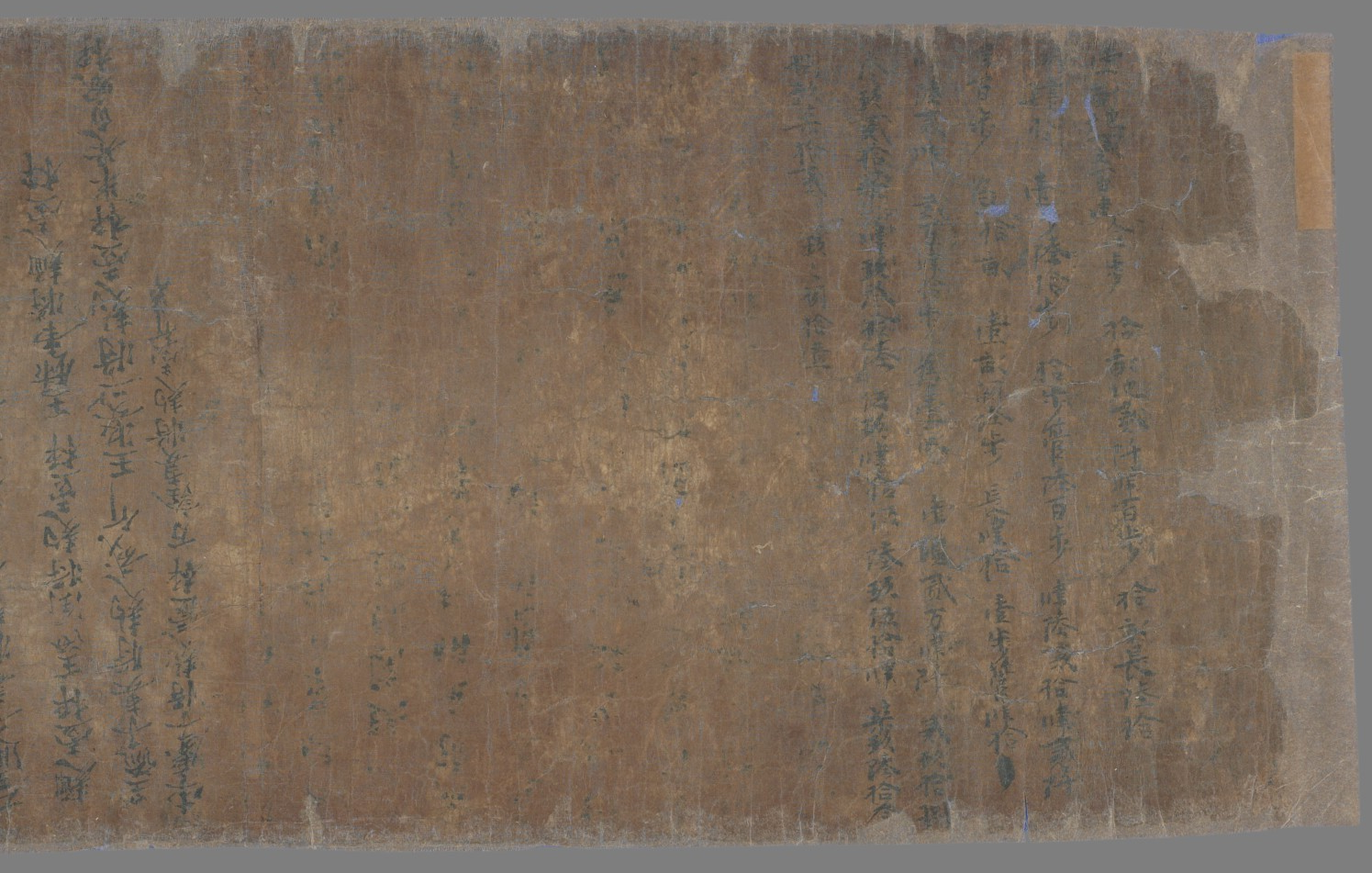
敦煌残卷中用大写数字写的九九表（P.3453v）

敦煌千佛洞《算书》：九九八十一，八九七十二，七九六十三……一二如二，一一如一
敦煌千佛洞《立成算经》：九九八十一，八九七十二，七九六十三……一二如二，一一如一
1981年，深圳市南头红花园3号东汉墓出土“乘法口诀铭文砖”，内容为“三九二十七、二九一十八、四九三十六”、“九九八十一、八九七十二、七九六十三、五九四十五”。现在深圳市博物馆古代深圳部分展出。
2002年，中国考古学家在湖南一座距今二千多年前的春秋战国时期的遗址内，发现之今最早的九九歌木简残片（里耶秦简），上有四八三十二、五八四十、六八四十八等字样，這说明乘法在春秋战国时期支持十进位制的九九歌已经出現。
九九表到了宋朝，变成九九殿后的排列方式。

## 清华简《算表》
清华大学藏战国竹简（清华简）第四中的《算表》被中国数学史家确认为目前国内发现最早的“大九九”算具，利用这套大九九《算表》，能够快速计算100以内的两个任意整数乘除、乘法和分数1/2的两位数乘除法。

## 九九表传入日本
隋唐时期中国传入日本的算书包括《九章算术》、《海岛算经》、《夏侯阳算经》、《孙子算经》等。
日本现存古算书中有一部源为宪作的《口游》（970年），内录九九表一则，以九九开始，和孙子算经同。“九九八十一，八九七十二，六九五十四……二二四，一二二，一一一”。日本還出土過飞鸟时代的乘法表。日本足利时代的《拾芥抄》也有九九表。